# 广元女儿节
女儿节主要流行于四川省广元市一带，广元市是唐高宗皇后、武周皇帝武则天诞生之地，这位一代文治武功的女皇，也是中国历史上唯一的女性皇帝。为当地群众、尤其是妇女引以为荣。
每年的阴历九月是武则天诞生日，广元城乡历史上都要举行庆祝活动。这些庆祝活动都带有中国古代的神鬼传说，节日期间，不论老妇或少女，都身着盛装，精心打扮，来到街市喜气洋洋地唱歌跳舞，尽情欢乐。相传，唐朝女皇武则天的母亲在广元游河湾时遇黑龙感孕，于农历正月二十三日生下武则天。故旧时民间以此日为武则天会期。这天，人们成群结队到皇泽寺、则天坝和嘉陵江畔游玩。妇女们穿戴一新，相互邀约沿河湾畅游，以讨吉祥。“妇女游河湾”，是最具魅力的一种民间文化活动，这该是广元女儿节的重彩浓墨来描绘的篇章。
中华人民共和国成立后，此活动曾一度中断。1988年，广元市政府决定恢复这一民间节日，并定名为“女儿节”，将节期定在公历9月1日。